# Taxi Blues
Pour plus de détails, voir Fiche technique et Distribution.
Taxi Blues (Такси-блюз, Taxi-Blyuz) est un film soviétique réalisé par Pavel Lounguine, sorti en 1990. Prix de la mise en scène au Festival de Cannes 1990.

## Synopsis
Schlikov est employé chauffeur de taxi à Moscou, homme simple attaché aux valeurs du travail manuel, tandis que Liocha est un artiste saxophoniste qui « parle avec Dieu », vit en débauché et méprise le travail manuel. Deux mondes que tout oppose et qui, habituellement, s'ignorent.
Mais un jour, Liocha, accompagné de filles et de vodka, monte dans le taxi de Schlikov pour une nuit de débauche à travers la ville. Après plusieurs heures la fête tire à sa fin, et prétextant devoir aller chercher de quoi payer sa course chez lui, Liocha fausse compagnie à Schlikov, qui l'attend en vain jusqu'au matin. Énervé, Schlikov décide alors de retrouver celui qu'il voit comme un fêtard parasite pour récupérer son argent. Mais lorsqu'il y arrive, ce dernier s'avère ne pas pouvoir payer. Schlikov prend alors son saxophone en otage et force Liocha à travailler pour lui, tout autant pour être remboursé que pour l'« éduquer ».
Bien que tout les oppose, une certaine amitié semble finir par naître. Pourtant, lorsque Liocha rencontre le succès via Hal Singer, il laisse sans pitié tomber Schlikov, resté simple chauffeur de taxi.

## Fiche technique
- Titre : Taxi Blues
- Titre original : Taksi-Blyuz
- Réalisation : Pavel Lounguine
- Scénario : Pavel Lounguine
- Production : Mark Gekht, Alexandre Goloutva, Marin Karmitz, Vladimir Repnikov et Pierre Rival
- Musique : Vladimir Tchekasine (Concert à Moscou)
- Photographie : Denis Evstigneïev
- Montage : Elisabeth Guido
- Décors : Valery Yourkevitch et Alexei Chkele
- Costumes : Natalia Dianova
- Pays d'origine :  Union soviétique -  France
- Format : Couleurs - Stéréo
- Genre : drame
- Durée : 110 minutes
- Date de sortie : 1990

## Distribution
- Piotr Mamonov : Liocha
- Piotr Zaïtchenko : Chlykov
- Vladimir Kachpour : Le vieux Netchiporenko
- Natalia Koliakanova : Christina
- Hal Singer : Lui-même
- Elena Safonova : Nina, femme de Liocha
- Sergueï Gazarov : administrateur
- Evgueni Guertchakov : passager du taxi
- Dmitri Prigov : écrivain dans le train
- Igor Zolotovitski : Petuntchik
- Valeri Khlevinski : Kolia

## Distinctions
- Prix de la mise en scène au Festival de Cannes 1990